# General Guido partido
General Guido egy partido (körzet) Argentínában a Buenos Aires tartományban. A fővárosa General Guido.

## Települések
| - General Guido - Labardén | Parajes - La Posta - La Unión |

## Népesség
| Lakosság | 2.516 | 3.502   | 5.130   | 5.013  | 4.119   | 3.596   | 3.205   | 2.857   | 2.771  |
| Változás | -     | +39,18% | +46,48% | -2,28% | -17,83% | -12,69% | -10,87% | -10,85% | -3,01% |